# Japan Cup 2016 (ciclismo)
La Japan Cup 2016, venticinquesima edizione della corsa in linea nipponica, categoria 1.HC, si svolse il 23 ottobre 2016. Fu vinta dall'italiano Davide Villella davanti a Christopher Juul Jensen e Robert Power.

## Ordine d'arrivo (Top 10)
| Pos. | Corridore               | Squadra           | Tempo    |
| ---- | ----------------------- | ----------------- | -------- |
| 1    | Davide Villella         | Cannondale        | 3h46'43" |
| 2    | Christopher Juul Jensen | Orica             | a 6"     |
| 3    | Robert Power            | Orica             | a 14"    |
| 4    | Manuele Mori            | Lampre            | s.t.     |
| 5    | Óscar Pujol             | Ukyo              | s.t.     |
| 6    | Alex Peters             | Sky               | s.t.     |
| 7    | Benjamín Prades         | Ukyo              | a 17"    |
| 8    | Javier Mejías           | Team Novo Nordisk | a 43"    |
| 9    | Yukiya Arashiro         | Lampre            | s.t.     |
| 10   | Joey Rosskopf           | BMC               | s.t.     |